# Bachanalia przed hermą Pana
Bachanalia przed hermą Pana (fr. Bacchanale devant une statue de Pan) – obraz francuskiego malarza barokowego Nicolasa Poussina, namalowany w ok. 1632–1633 roku.
Temat obrazu Poussin zaczerpnął prawdopodobnie z serii obrazów Tycjana namalowanych dla Alfonsa d'Este, m.in. Bachus i Ariadna.

## Opis obrazu
Obraz przedstawia satyrów, menady nimfy i małych pijanych putt tańczących przed posągiem hermy Pana lub Priapa, bożków lasów i ogrodów związanych również z bogiem wina Bachusem. Po lewej stronie nimfa wyciska sok z winogron, który jak wino spływa do naczynka pijanych putt. Postacie te często były przedstawiane na sarkofagach rzymskich jako symbole nieśmiertelności. Scena przypomina dionizyjskie zabawy, zaakcentowane poprzez półnagie kobiety. Harmonijność zabawy zakłóca postać satyra, który rzuca się na jedną z nimf, a druga nimfa zamierza uderzyć go dzbanem. Przesłanie obrazu wiąże się z przyjemnością czerpaną z zabawy, ale z zachowaniem umiaru.